# Chris Evans (programleder)
 Der er flere personer med dette navn, se Chris Evans.
Christopher James "Chris" Evans (født 1. april 1966) er en britisk tv-vært, forretningsmand og producer af radio og TV. Han startede på Piccadilly Radio, Manchester, som teenager, inden han flyttede til London, hvor han blev radiovært på BBCs Greater London Radio og herefter Channel 4, hvorThe Big Breakfast gjorde ham kendte. Snart efter kunne han diktere nogle gode vilkår, hvilket gjorde det muligt for ham også at arbejde for konkurrerende radio- og tv-stationer. På jobs som Radio 1s Breakfast Show og TFI Friday havde han en blanding af interviews med kendte, musik og konkurrencer, der blev præsenteret på en irrelevant måde, der gav god rating blandt seere og lyttere, selvom det også kastede en del klager af sig. I 2000 var hans Storbritanniens højest betalter entertainer, ifølge Sunday Times Rich List. I skatteåret til april 2017 var hans BBCs højest betalte vært, hvor han tjente mellem £2,2 og £2,25 mio.
I 2005 startede han en karriere på BBC Radio 2, hvor han blev vært på Drivetime, før han i 2010 blev vært på The Chris Evans Breakfast Show hver morgen. He previously presented The One Show on Fridays between 2010 and 2015. Since 2011, he has co-hosted Radio 2 Live in Hyde Park.
I 2015 skrev han en 3-årig kontrakt som ny vært på Top Gear. Den 23. juni 2015 blev det bekræftet at TFI Friday ville vende tilbage med en syvende serie med otte episoder i december 2015. Evans bekræftede at han ville blive vært. Det blev afsløret at BBC Top Gear-holdet krævede, at Evans skulle forlade TFI Friday efter den kommende serie, hvis han ønskede at fortsatte med Top Gear. Den 4. juli 2016 annoncerede Evans, at han ville stoppe som vært for Top Gear.

## Filmgrafi
| År              | Titel                            | Kanal             | Rolle                                                                       |
| --------------- | -------------------------------- | ----------------- | --------------------------------------------------------------------------- |
| 1990–1991       | Power Up                         | The Power Station | Vært                                                                        |
| 1991            | TV Mayhem                        | ITV               | Vært                                                                        |
| 1992–1994       | The Big Breakfast                | Channel 4         | Medvært                                                                     |
| 1994–1995       | Don't Forget Your Toothbrush     | Channel 4         | Vært                                                                        |
| 1996–2000, 2015 | TFI Friday                       | Channel 4         | Vært 2001 Bob The Builder : A Christmas To Remember Voice Of Lennie Lazenby |
| 2005            | OFI Sunday                       | ITV               | Vært                                                                        |
| 2009            | CBeebies Pantomime Jack and Jill | CBeebies          | Fortæller                                                                   |
| 2010–2015       | The One Show                     | BBC One           | Fredags-medvært                                                             |
| 2011            | Famous and Fearless              | Channel 4         | Medvært                                                                     |
| 2016            | Top Gear                         | BBC Two           | Vært (1 sæson)                                                              |